# Szpiedzy atomowi

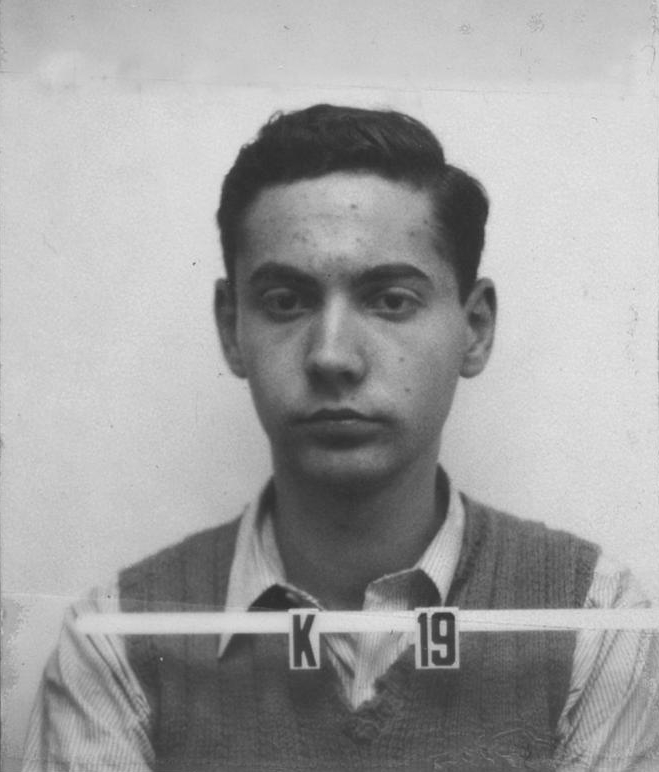
Theodore Hall na fotografii umieszczonej w identyfikatorze Los Alamos National Laboratory

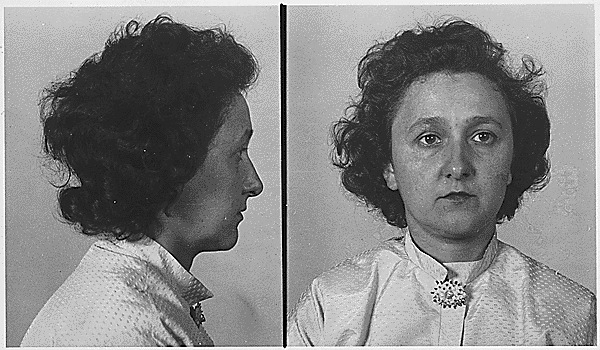
Ethel Rosenberg na fotografii z kartoteki policyjnej

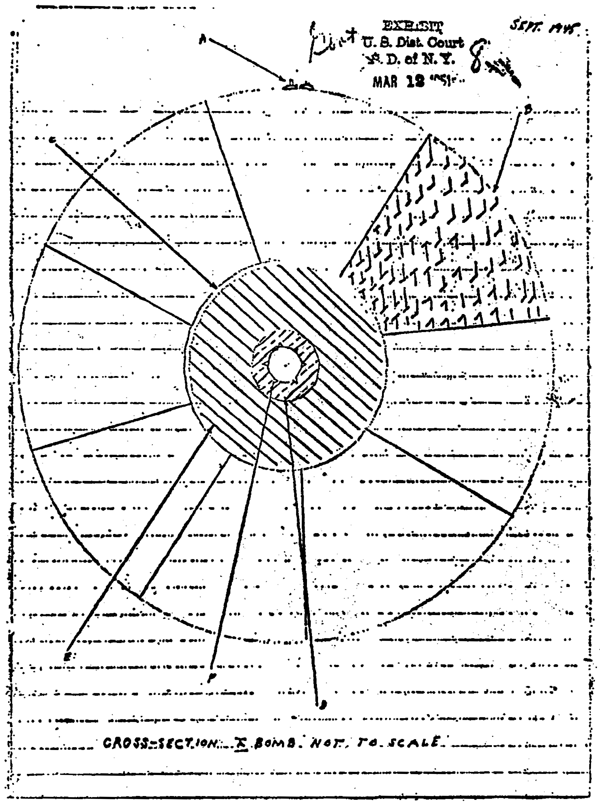
Szkic projektu broni jądrowej wykonany (jak wskazuje materiał dowodowy) przez Davida Greenglassa. Pokazuje, co Greenglass przekazywał Związkowi Radzieckiemu poprzez Ethel i Juliusa Rosenbergów.

Szpiedzy atomowi/atomowi szpiedzy lub szpiedzy nuklearni – terminy odnoszące się do obywateli Stanów Zjednoczonych, Wielkiej Brytanii i Kanady, oskarżonych o szpiegostwo na rzecz Związku Radzieckiego w czasie II wojny światowej i we wczesnym okresie zimnej wojny. Wśród najwybitniejszych amerykańskich i brytyjskich naukowców przekonanych przez siatkę radzieckich nielegałów do dzielenia się zdobytą wiedzą w dziedzinie nuklearnej z naukowcami ze Związku Radzieckiego byli: Klaus Fuchs, Alan Nunn May, Bruno Pontecorvo. Przekazywali oni poufne informacje dotyczące projektowania i produkcji broni nuklearnej. Na rzecz Związku Radzieckiego pracował doskonały wywiad zagraniczny, jego agenci byli wszędzie, a najlepszymi z nich byli ci którzy na jego korzyść pracowali z powodów ideologicznych.
Naukowcy nadal spierają się o to, jakie dane zostały przekazane i kto brał w tym udział. Zakwestionowali niektóre z zeznań świadków, nawet te, które początkowo miały wartość niezbitych dowodów. Sprawa szpiegów jest jedną z najgłośniejszych i najlepiej udokumentowanych w historii broni jądrowej. Naukowcy zajmujący się badaniami nuklearnymi postulowali o ujawnienie międzynarodowej społeczności naukowej informacji z nią związanych, ale rząd amerykański zdecydowanie się temu przeciwstawił.
Współcześnie toczy się sprawa Adbula Qadeera Khana, pakistańskiego naukowca, oskarżonego o przekazywanie informacji dotyczących technologii jądrowych do Iranu, Libii i Korei Północnej, a być może – także innych państw. Khan stał się bohaterem narodowym, ponieważ przyczynił się do utworzenia pakistańskiego arsenału jądrowego. Dochodzenie w jego sprawie jeszcze się nie zakończyło. Jak dotąd nie ustalono także, czy termin „szpiedzy atomowi” może odnosić się do osób działających poza okresem zimnej wojny, takich jak Khan lub argentyńsko-amerykański fizyk Leonardo Mascheroni.
Przedmiotem ożywionej dysputy jest także kwestia wpływu informacji przekazywanych przez szpiegów na rozwój radzieckiego programu nuklearnego. Sposób, w jaki zarządzający nim Wiaczesław Mołotow prowadził go, spowodował że pojawiły się skargi na jego opieszałość. To spowodowało, że funkcję głównego administratora prac badawczych przejął latem 1945 Ławrientij Beria. Sprowadzenie w tym czasie dwóch grup niemieckich fizyków, którym przewodzili Manfred von Ardenne i Gustaw Hertz wpłynęło pozytywnie na przebieg prac. Fizycy niemieccy skarżyli się jednak na ciężkie warunki życia i pracy. Interwencja u Berii spowodowała, że warunki uległy poprawie, zezwolono uczonym na swobodne poruszanie się po ośrodku, a nawet i na wyjście do miasta. Nie obyło się bez incydentów jednak prof. Igor Gołowin zastępujący Igora Kurczatowa napisał o Berii: Narady nie trwały godzinami, wszystkie decyzje podejmowane były szybko. Największe nasilenie prac przypadło na lata 1945-1947 i wtedy wyraźnie odczywaliśmy jego przywództwo. Czytał nasze raporty szybko, a jeśli miał wątpliwości, zwracał się o wyjaśnienia. Działalność radzieckiego wywiadu, w tym tzw. szpiegów atomowych, miała wpływ na skrócenie czasu budowy przez ZSRR broni termojądrowej. Późniejsze badania wykazały, że głównym hamulcem dla rozwoju radzieckiej broni jądrowej były nie problemy konstrukcyjne, ale, tak jak w przypadku projektu Manhattan, trudności z pozyskaniem materiałów rozszczepialnych. Wspomnieć należy, iż Alan Nunn May pracujący na rzecz Związku Radzieckiego zdobył i przekazał nawet niewielką ilość uranu 233. Natomiast Klaus Fuchs zdobył potrzebne informacje o tym pierwiastku. W początkowym okresie realizacji programu złoża uranu na terenie Związku Radzieckiego nie były jeszcze znane (inaczej rzecz się miała w Stanach Zjednoczonych).
W lipcu 1948 Roscoe Hillenkoetter dyrektor CIA w raporcie dla prezydenta USA ocenił, że Związek Radziecki do przeprowadzenia próbnej eksplozji atomowej będzie gotowy najwcześniej w połowie 1953. Dlatego analiza materiału dostarczonego przez samoloty szpiegowskie we wrześniu 1949 była dla władz USA szokująca, potwierdziła bowiem dokonanie 29 sierpnia 1949 eksplozji pierwszej radzieckiej bomby atomowej.
Działania szpiegów potwierdzono dzięki projektowi Venona, czyli operacji polegającej na przechwytywaniu i odszyfrowywaniu raportów sowieckich służb wywiadowczych po II wojnie światowej. W latach pięćdziesiątych informacje te były już dostępne, ale nie zostały wykorzystane ze względu na klauzulę poufności. Część informacji o szpiegach znajduje się w archiwach sowieckich akt, które po upadku Związku Radzieckiego na krótki czas udostępniono badaczom.

## Najistotniejsi tzw. szpiedzy atomowi
- Lona Cohen,
- Morris Cohen,
- Klaus Fuchs,
- Harry Gold,
- David Greenglass,
- Ruth Greenglass[8],
- Theodore Hall,
- George Koval,
- Alan Nunn May,
- Ethel i Julius Rosenbergowie,
- Donald Duart Maclean[8]
- Morton Sobell.

## Szpiedzy atomowi na fotografii

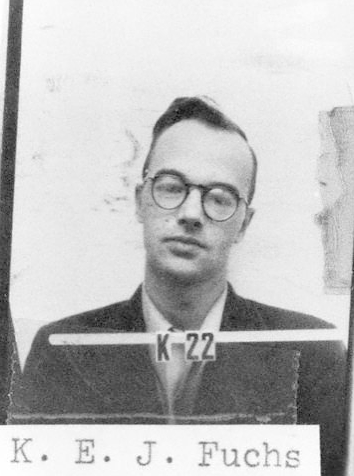
Klaus Fuchs, uważany za jednego z najważniejszych „szpiegów atomowych” ze względu na szeroki dostęp do tajnych danych naukowych i umiejętność ich odczytywania. Zdjęcie z identyfikatora, który nosił w czasie pobytu w Los Alamos National Laboratory.
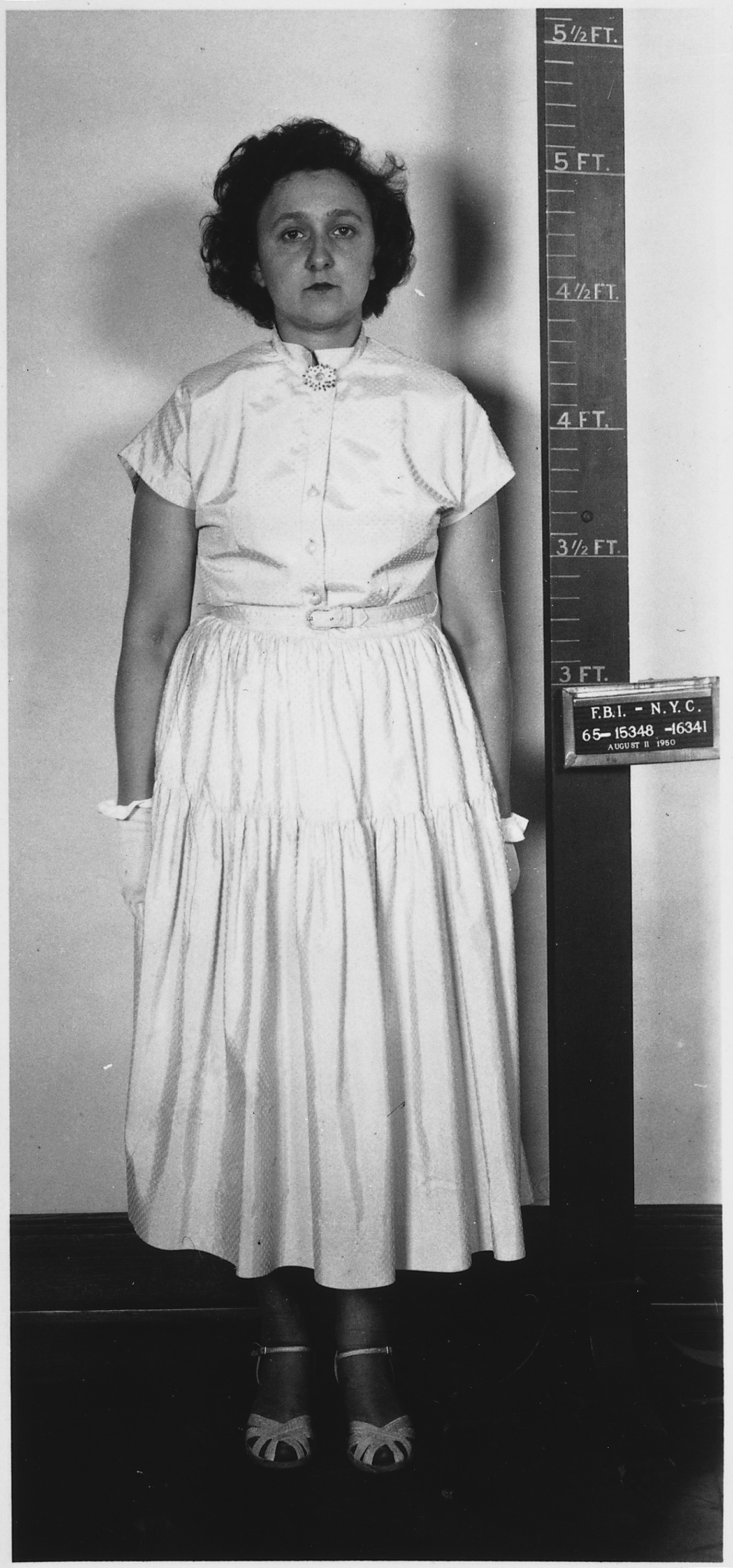
Ethel Rosenberg na fotografii wykonanej na potrzeby policji
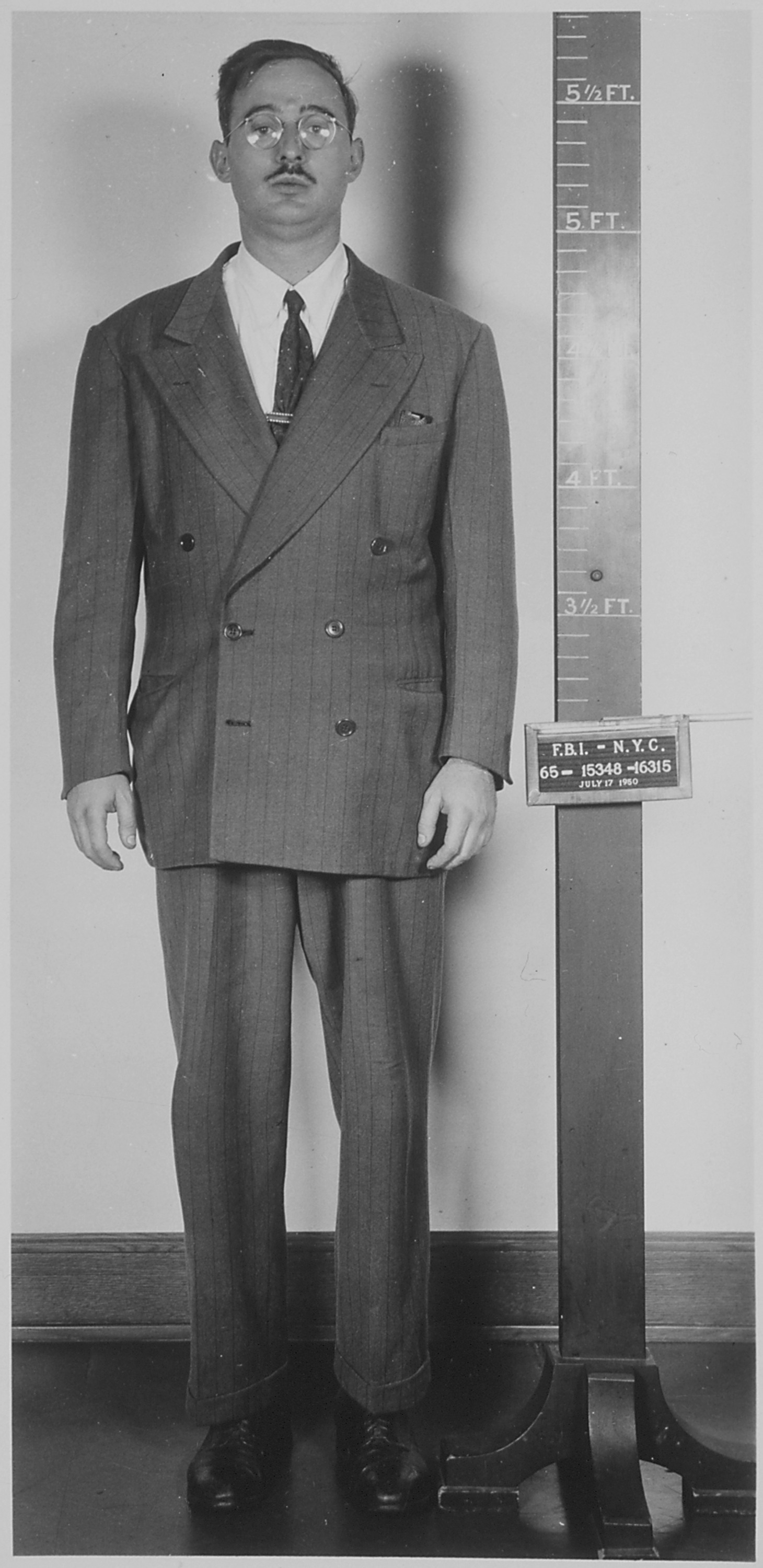
Julius Rosenberg na fotografii wykonanej na potrzeby policji
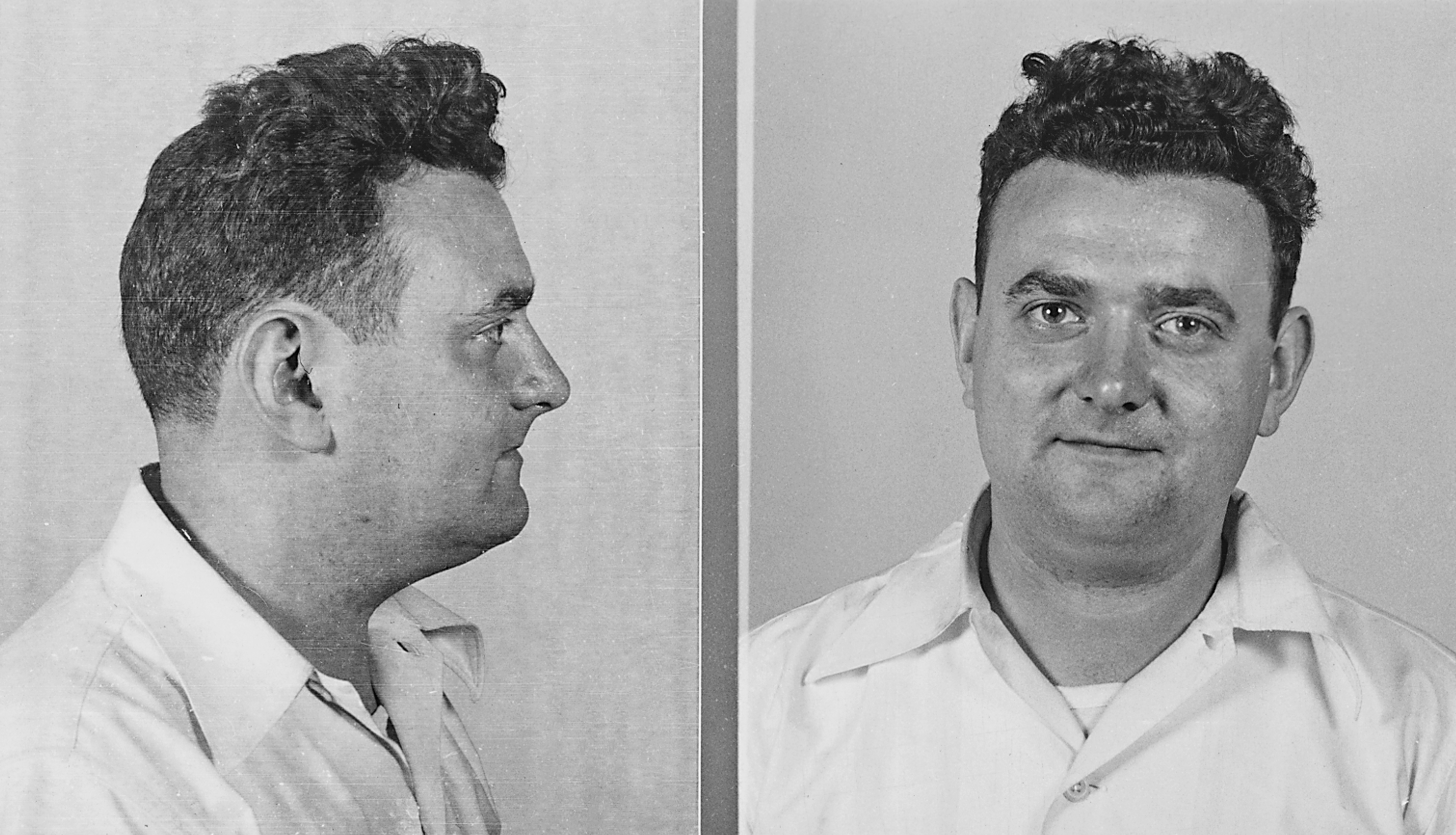
David Greenglass na fotografii pochodzacej z kartoteki policyjnej
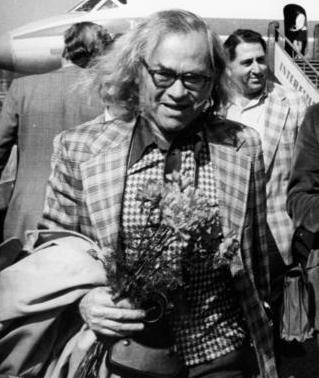
Morton Sobell w czasie wizyty w NRD w 1976